# Brazil's Next Top Model (prima edizione)
La prima edizione di Brazil's Next Top Model è andata in onda dal 3 ottobre al 19 dicembre 2007 sul canale via cavo Sony Entertainment Television, condotta dalla modella brasiliana Fernanda Motta; le aspiranti modelle selezionate a partecipare sono state 13 e la vincitrice, Mariana Velho, ha portato a casa un contratto da 200,000 dollari con la Ford Models, nonché una copertina ed un servizio fotografico per la rivista Elle. La destinazione è stata Bahia, in Brasile.

## Concorrenti
(L'età si riferisce al tempo della messa in onda del programma)
| Nome                                | Età | Altezza | Provenienza                      | Posizione  |
| ----------------------------------- | --- | ------- | -------------------------------- | ---------- |
| Dandara Oliveira                    | 19  | 173 cm  | Belo Horizonte, Minas Gerais     | 13.        |
| Danielle Zimmermann Damásio         | 20  | 175 cm  | San José, Santa Catarina         | 12.        |
| Isabella Miranda Chaves             | 24  | 176 cm  | Belo Horizonte, Minas Gerais     | 11.        |
| Anne Souza Wrobel                   | 21  | 175 cm  | Tibagi, Paraná                   | 10.        |
| Andréa Castro Medina                | 23  | 176 cm  | Passo Fundo, Rio Grande do Sul   | 9.         |
| Érycka de Oliveira Martins Cordeiro | 24  | 180 cm  | Teresina, Piauí                  | 8.         |
| Karin Lunardi Cavalli               | 25  | 180 cm  | Caxias do Sul, Rio Grande do Sul | 7.         |
| Lana Kelly Sartin Silva             | 19  | 175 cm  | Anápolis, Goiás                  | 6.         |
| Ana Paula Costa                     | 23  | 178 cm  | Cuiabá, Mato Grosso              | 5.         |
| Mariana Richardt Bin                | 21  | 176 cm  | Xanxerê, Santa Catarina          | 4.         |
| Lívia Maria de Azevedo Senador      | 22  | 172 cm  | Rio de Janeiro, Rio de Janeiro   | 3.         |
| Ana Paula Bertola                   | 22  | 175 cm  | Pratânia, San Paolo              | 2.         |
| Mariana Souza Silva Velho           | 19  | 176 cm  | Santos, San Paolo                | Vincitrice |

## Riassunti

### Ordine di eliminazione
| Order | Episodi      | Episodi      | Episodi      | Episodi      | Episodi      | Episodi      | Episodi      | Episodi      | Episodi      | Episodi      | Episodi      | Episodi      | Episodi      |
| Order | 1            | 2            | 3            | 4            | 5            | 6            | 7            | 8            | 9            | 10           | 11           | 12           | 12           |
| ----- | ------------ | ------------ | ------------ | ------------ | ------------ | ------------ | ------------ | ------------ | ------------ | ------------ | ------------ | ------------ | ------------ |
| 1     | Mariana V.   | Mariana R.   | Lana         | Lana         | Lívia        | Lana         | Ana Paula C. | Ana Paula B. | Lívia        | Mariana V.   | Mariana V.   | Ana Paula B. | Mariana V.   |
| 2     | Andréa       | Lana         | Karin        | Lívia        | Lana         | Ana Paula B. | Ana Paula B. | Ana Paula C. | Ana Paula B. | Lívia        | Lívia        | Mariana V.   | Ana Paula B. |
| 3     | Ana Paula C. | Andréa       | Ana Paula B. | Mariana R.   | Mariana V.   | Ana Paula C. | Lívia        | Lívia        | Mariana R.   | Ana Paula B. | Ana Paula B. | Lívia        |              |
| 4     | Anne         | Anne         | Lívia        | Érycka       | Ana Paula B. | Mariana V.   | Mariana V.   | Mariana V.   | Mariana V.   | Mariana R.   | Mariana R.   |              |              |
| 5     | Karin        | Isabella     | Andréa       | Mariana V.   | Karin        | Karin        | Karin        | Mariana R.   | Ana Paula C. | Ana Paula C. |              |              |              |
| 6     | Lana         | Danielle     | Isabella     | Karin        | Érycka       | Érycka       | Mariana R.   | Lana         | Lana         |              |              |              |              |
| 7     | Mariana R.   | Ana Paula C. | Ana Paula C. | Anne         | Ana Paula C. | Mariana R.   | Lana         | Karin        |              |              |              |              |              |
| 8     | Dandara      | Ana Paula B. | Mariana V.   | Ana Paula C. | Mariana R.   | Lívia        | Érycka       |              |              |              |              |              |              |
| 9     | Lívia        | Karin        | Mariana R.   | Andréa       | Andréa       | Andréa       |              |              |              |              |              |              |              |
| 10    | Ana Paula B. | Lívia        | Anne         | Ana Paula B. | Anne         |              |              |              |              |              |              |              |              |
| 11    | Érycka       | Mariana V.   | Érycka       | Isabella     |              |              |              |              |              |              |              |              |              |
| 12    | Danielle     | Érycka       | Danielle     |              |              |              |              |              |              |              |              |              |              |
| 13    | Isabella     | Dandara      |              |              |              |              |              |              |              |              |              |              |              |

     La concorrente è stata eliminata
     La concorrente ha vinto il concorso

### Servizi
- Episodio 1: In cima alla città
- Episodio 2: Beauty shoots in un bagno
- Episodio 3: I segni dello zodiaco
- Episodio 4: Scatti anni '70 con un'automobile
- Episodio 5: Nude con un serpente
- Episodio 6: Scatti "fetish" con un modello
- Episodio 7: Servizio fotografico sott'acqua
- Episodio 8: I sette peccati capitali
- Episodio 9: Spot pubblicitario Always
- Episodio 10: Scatti futuristici
- Episodio 11: Scatti sulla spiaggia
- Episodio 12: Servizio d'alta moda in bianco e nero

### Giudici
- Fernanda Motta
- Erika Palomino
- Carlos Pazetto
- Alexandre Herchcovich
- Paulo Borges